# Josh Carlton
Joshua Euria "Josh" Carlton (Silver Spring (Maryland), 26 de febrero de 1999) es un jugador de baloncesto estadounidense que juega en el Metropolitans 92 de la Pro A, la primera división del baloncesto francés. Con 2.08 metros de estatura, juega en la posición de ala-pívot.

## Trayectoria deportiva

### Universidad
Es un ala-pívot formado en South Central High School situada en Winterville (Carolina del Norte) y en DeMatha Catholic High School de Hyattsville, Maryland, antes de ingresar en 2017 en la Universidad de Connecticut, , donde jugaría durante cuatro temporadas en la NCAA con los UConn Huskies.
En la temporada 2021-22, disputaría su último año universitario en la Universidad de Houston, disputando la NCAA con los Houston Cougars.

#### Estadísticas
| Año     | Equipo  | PJ  | PT  | MPP  | %TC  | %3P   | %TL  | RPP | APP | ROB | TPP | PPP  |
| ------- | ------- | --- | --- | ---- | ---- | ----- | ---- | --- | --- | --- | --- | ---- |
| 2017–18 | UConn   | 32  | 17  | 15.2 | .514 | –     | .667 | 3.7 | .3  | .3  | .8  | 4.4  |
| 2018–19 | UConn   | 33  | 33  | 22.2 | .607 | –     | .627 | 6.2 | .4  | .4  | 1.8 | 9.0  |
| 2019–20 | UConn   | 31  | 31  | 21.3 | .502 | –     | .500 | 6.1 | .7  | .4  | 1.1 | 7.8  |
| 2020–21 | UConn   | 19  | 1   | 11.3 | .482 | –     | .591 | 3.7 | .4  | .4  | .4  | 3.5  |
| 2021–22 | Houston | 38  | 28  | 21.7 | .626 | 1.000 | .579 | 6.2 | .8  | .5  | 1.2 | 11.6 |
| Total   | Total   | 153 | 110 | 18.2 | .567 | 1.000 | .590 | 5.3 | .5  | .4  | 1.1 | 7.8  |

### Profesional
Tras no ser drafteado en 2022, Carlton se unió a los San Antonio Spurs para disputar la Liga de Verano de la NBA de 2022.
El 6 de agosto de 2022, Carlton firmó con Le Mans Sarthe Basket de la LNB Pro A.
El 13 de agosto de 2023 fichó por el Metropolitans 92, también de la LNB Pro A.